# Jacques Moermans
Jacques Moermans (Antwerpen, 1602 - aldaar, 1653) was de enige leerling van Rubens die in de Liggeren van het Antwerpse Sint-Lucasgilde (1621-1622) ingeschreven was. De reden hiervoor ligt bij de positie van Rubens als hofschilder van Albrecht van Oostenrijk en Isabella van Spanje. Hierdoor genoot Rubens tal van privileges, waaronder de vrijstelling van het inschrijven van leerlingen in het Antwerpse Sint-Lucasgilde. Acht jaar na de inschrijving van Moermans, in 1629-1630, verwierf deze het meesterschap. Behalve als schilder was hij actief als kunsthandelaar in werken van Rubens.

## Bibliografische referenties
- Hairs, M.-L., Dans le sillage de Rubens: les peintres d'histoire anversois au XVIIe siècle, Bibliothèque de la Faculté de philosophie et lettres de l'Université de Liège. Publications exceptionnelles. 4, 1977, p.41-42.
- Vlieghe, H., 'Rubens's Atelier and History Painting in Flanders. A Review of the Evidence' in: The age of Rubens [Tentoonstellingscatalogus], Boston-Toledo, Museum of Fine Arts - Museum of Art, 1993-1994, p. 158-170.
- Balis, A., '"Fatto da un mio discepolo." Rubens's Studio Practices Reviewed' in: Rubens and his workshop: the flight of Lot and his family from Sodom [tentoonstellingscatalogus], Tokio, National Museum of Western Art, 1993, p. 97-127.
- Balis, A., 'Rubens en zijn atelier: een probleemstelling' in: Rubens, een genie aan het werk [tentoonstellingscatalogus], Brussel, Koninklijk Museum voor Schone Kunsten van België, 14.09.2007 - 27.01.2008, p. 30-51.